# Slawenlegende
Als Slawenlegende oder auch Slawenlüge wird eine Geschichtstheorie bezeichnet, nach der die im Früh- und Hochmittelalter in den östlichen Gebieten des heutigen Deutschlands siedelnden Slawen eigentlich Ostgermanen seien, die jedoch die Christianisierung abgelehnt hätten. Sie entstand schon vor dem Zweiten Weltkrieg (Erich Bromme) und wurde und wird vornehmlich im nationalistisch-rechtsextremen Spektrum verbreitet, gelegentlich auch außerhalb dieses Kreises aufgegriffen. Zu den Vertretern gehören Walther Steller, Lothar Greil, Helmut Schröcke und Árpád von Nahodyl Neményi. Von den historischen Wissenschaften wie Geschichte, Archäologie und Sprachwissenschaft wird die Theorie als unwissenschaftlich und geschichtsrevisionistisch abgelehnt.

## Anfänge unter Walther Steller und die Reaktionen der historischen Wissenschaften
Der Germanist und Volkskundler Walther Steller veröffentlichte 1959 in seiner Funktion als Bundeskulturwart der schlesischen Landsmannschaft in den Mitteilungen der Landsmannschaft Schlesien, Landesgruppe Schleswig-Holstein Nr. 15 eine Arbeit über Name und Begriff der Wenden (Sclavi). Eine wortgeschichtliche Untersuchung. Darin griff er die im Nationalsozialismus populäre „Urgermanentheorie“ wieder auf, führte sie jedoch wesentlich weiter, indem er nicht nur das Fortbestehen einer germanischen Bevölkerung Ostdeutschlands behauptete, sondern zugleich eine nennenswerte Zuwanderung slawischer Gruppen leugnete. Die hochmittelalterliche Ostsiedlung hätte demnach nicht zu einem Zusammenwachsen deutscher und slawischer Bevölkerung geführt, sondern es sei lediglich eine „Christianisierung und Eindeutschung des alten ostgermanischen Elementes bei einem gewissen Zuzug deutscher Bevölkerung“ zu verzeichnen. Mit diesen Ausführungen verband er primär politische Ziele, indem er mit seinen „Entdeckungen“ in die „Fragen der deutschen Ostgrenze“ eingreifen wollte. Unter den Schlagworten „Irrtum der Wissenschaft – Verlust der Heimat“ warf er den historischen Wissenschaftlern vor, durch die Duldung und Verbreitung alter Irrlehren den Verlust der deutschen Ostgebiete verschuldet zu haben. In den Veröffentlichungen der Vertriebenenverbände und ideenverwandter Autoren wie des Berliners Hans Scholz wurden diese Thesen Stellers begeistert aufgegriffen.
Bald nach Erscheinen der Arbeit Stellers erschienen in verschiedenen Publikationen Erwiderungen und Rezensionen von namhaften Fachwissenschaftlern wie den Archäologen Wolfgang La Baume und Georg Kossack, dem Slawisten Ludolf Müller, dem Germanisten Gerhard Cordes und dem Landeshistoriker Wilhelm Koppe, in denen diese Arbeit einmütig und mit scharfen Worten abgelehnt wurde. Sehr intensiv setzte sich auch der Mittelalterhistoriker Wolfgang H. Fritze 1961 mit den Thesen und Methoden Stellers auseinander: „[Der Leser] konstatiert … mit einer von Seite zu Seite wachsenden Bestürzung den haarsträubenden Dilettantismus des Verfassers, der sich selbst mit diesem Buche in der peinlichsten Weise bloßstellt, ja – es muß gesagt werden – sich das wissenschaftliche Todesurteil spricht. Seine umwälzenden ‚Ergebnisse‘ hat er lediglich dadurch erzielen können, daß er sich auf einige wenige Quellenzeugnisse beschränkt – die er noch dazu mit denkbarer Willkür interpretiert –, während er von allen anderen absieht. Zudem zieht er die bisherige Forschung nur dort heran, wo es ihm paßt.“ Abschließend stellte Fritze bereits für eine der „Urschriften“ derartiger Theorien aus der Feder Stellers fest, „daß wir es hier mit einem typischen Erzeugnis nationalsozialistischer Pseudowissenschaft zu tun haben. Die bornierte Überbewertung des Germanentums gegenüber dem Slawentum, das durch seine ‚sarmatische‘ Qualifizierung als ‚asiatisch‘ diskriminiert werden soll, der immer wieder im Buche herumspukende Rassismus und die primitive, vorwissenschaftliche Gleichsetzung von nordischer Rasse und Germanentum sind deutliche Kennzeichen. …  Das ganze Buch, dieses groteske und gleichzeitig erschütternde Produkt einer von politischen Tendenzen geleiteten akademischen Halbbildung, verdient vielleicht nur in einem Punkte ernst genommen zu werden: in seiner Bedeutung als Symptom.“

## Das Wiederaufgreifen der Theorie ab den 1970er Jahren
Erst am Ende der 1970er Jahre wurde die Theorie von rechtsextremen Publizisten wieder aufgegriffen und in mehreren Büchern verbreitet. Zu diesen gehören vor allem Lothar Greil und Helmut Schröcke sowie in neuerer Zeit Árpád von Nahodyl Neményi.
Die archäologische, historische und sprachwissenschaftliche Forschung lehnte solche Thesen weiterhin ab und ignoriert sie inzwischen gänzlich. Auch dadurch konnten die Vertreter dieser Theorie ein in sich weitestgehend abgeschlossenes System von gegenseitigen Belegen und Zitaten schaffen, bei denen die Ergebnisse wissenschaftlicher Forschungen entweder negiert oder verfälschend und verkürzt herangezogen werden.

## Die Theorien Jochen Wittmanns
In seinem 1990 und in zweiter Auflage 2005 im als rechtsextrem geltenden Verlag des Österreichers Michael Damböck erschienenen Buch Die Daglinger/„Piasten“ und die germanische Kontinuität behauptete der Autor Jochen Wittmann, das polnische Herrschergeschlecht der Piasten sei ein ursprünglich aus dem heutigen Norwegen stammendes germanisches Geschlecht. Mieszko I. wäre lediglich miseco/mesica genannt worden, hätte aber eigentlich Dago oder Dagr geheißen, weswegen er das Geschlecht der Piasten als Daglinger oder Dagoner bezeichnet. Seine Theorie würde die „durchgehend germanische Kontinuität“ dieses Herrschergeschlechts belegen und Mieszko I. hätte „den Grundstein an Warthe und Netze für das spätere und allgemein ebenfalls erst vom 13. Jahrhundert an als Polen benannte Land im ostgermanischen Bereich“ gelegt. Auch diese Arbeit wird in der Wissenschaft weitestgehend ignoriert.

## Die Verbindungen mit der Theorie vom Erfundenen Mittelalter
Von einigen Vertretern der von der Wissenschaft ebenfalls als unwissenschaftlich abgelehnten Theorie vom Erfundenen Mittelalter wurde die Theorie der „Slawenlegende“ seit den 1990er Jahren verschiedentlich aufgegriffen. So finden sich Buchbesprechungen zu den Veröffentlichungen von Helmut Schröcke in der von Heribert Illig herausgegebenen Zeitschrift Zeitensprünge (2004 Hf. 3).